# Hendrella variegata
Hendrella variegata är en tvåvingeart som beskrevs av Chandrasekharamenon Radhakrishnan 1984. Hendrella variegata ingår i släktet Hendrella och familjen borrflugor. Inga underarter finns listade i Catalogue of Life.